# (9390) 1994 NJ1
1994 أن جاي 1 (ويعرف أيضًا باسم (9390) 1994 أن جاي 1 وفق تسمية الكوكب الصغير) (بالإنجليزية: 1994 NJ1)‏ هو كويكب ضمن حزام الكويكبات؛ وترتيبه 9390 من حيث الاكتشاف.
اكتُشف هذا الجُرم الفلكي بواسطة تاكيشي أوراتا ‏ في 12 يوليو 1994.

## وصلات خارجية
- (9390) 1994 NJ1 في قاعدة بيانات مختبر الدفع النفاث لأجرام النظام الشمسي الصغيرة

- الاكتشاف · مخطط المدار ·  العناصر المدارية · المعلمات المادية

- (9390) 1994 NJ1 على موقع ويكي سكاي: DSS2, SDSS, GALEX, IRAS, Hydrogen α, X-Ray, Astrophoto, Sky Map, Articles and images